# Liste der deutschen Botschafter in Mali
Die Liste der deutschen Botschafter in Mali enthält die Botschafter der Bundesrepublik Deutschland in Mali. Sitz der Botschaft ist in Bamako.
| Name                        | Amtszeit  |
| --------------------------- | --------- |
| Alois Schlegl               | 1961–1965 |
| Horst von Rom               | 1965–1968 |
| Michael Jovy                | 1969–1972 |
| Paul Joachim von Stülpnagel | 1972–1975 |
| Hans-Albrecht Schraepler    | 1975–1979 |
| Erhard Holtermann           | 1979–1982 |
| Heinrich Seemann            | 1982–1986 |
| Klaus Holderbaum            | 1986–1991 |
| Hans-Henning Bruhn          | 1991–1994 |
| Harro Adt                   | 1994–1997 |
| Karl Prinz                  | 1997–2001 |
| Reinhard Schwarzer          | 2005–2008 |
| Karl Flittner               | 2008–2012 |
| Günter Overfeld             | 2012–2015 |
| Dietrich Becker             | 2015–2019 |
| Dietrich Pohl               | 2019–2025 |